# Shūmatsu Nani Shitemasu ka? Isogashii Desu ka? Sukutte Moratte Ii Desu ka?
Shūmatsu Nani Shitemasu ka? Isogashii Desu ka? Sukutte Moratte Ii Desu ka? (終末なにしてますか？ 忙しいですか？ 救ってもらっていいですか？ lit. ¿Qué haces en el fin del mundo? ¿Estás ocupado? ¿Nos salvarás??), también conocido como SukaSuka (すかすか?), es una serie de novelas ligeras escritas por Akira Kareno e ilustradas por Ue. El primer volumen de la serie fue publicado por la imprenta Sneaker Bunko de Kadokawa Shoten en noviembre de 2014, con la serie terminando en el quinto volumen en abril de 2016. Una secuela titulada Shūmatsu Nani Shitemasu ka? Mō Ichido dake, Aemasu ka? (終末なにしてますか？　もう一度だけ、会えますか？?), también conocida como SukaMoka, comenzó a publicarse en abril de 2016. Una adaptación a anime de Satelight se emitió entre el 11 de abril y el 27 de junio de 2017.

## Sinopsis
En un mundo donde los humanos han sido llevados a la extinción por las "Bestias", un joven llamado Willem despierta después de cientos de años. Es el único humano que sigue con vida, y decide continuar su batalla con las bestias. La serie sigue la vida diaria de Willem liderando un grupo de hadas guerreras.

## Personajes
Willem Kmetsch (ヴィレム・クメシュ Vuiremu Kumeshu)
Willem Kmetsch es el protagonista principal de la serie y además es el último humano existente en el mundo debido a que han sido llevados al borde de la extinción por criaturas conocidas como bestias. Después de despertar de un largo sueño alrededor de 500 años en donde la superficie fue destruida dejándola desierta y destruyendo a los humanos,el peleo contra uno de los dioses que amenazó a la humanidad Eboncandle derrotándolo y utilizando poderes o maldiciones que afectarian a  su cuerpo,así mismo tras esta batalla al borde de la muerte quedó congelado y esto ocasiona que no pueda volver a utilizar una de estas armas especializadas en matar bestias por mucho tiempo ya que su cuerpo no lo soportaría y estaría al borde de la muerte.
Actúa como consejero de las hadas y es él quien afina y les da unos cuantos consejos sobre el combate con el fin de que regresen vivas después de una batalla con las bestias.Abre sus sentimientos hacia Chtholly pues ella le dio esperanzas y le mostró que no todo estaba perdido por lo que él le promete hacerla feliz y protegerla aunque le cueste la vida
Chtholly Nota Seniorious (クトリ・ノタ・セニオリス Kutori Nota Seniorisu)
Es una de las hadas guerreras las cuales son designadas para luchar contra las bestias que amenazan al mundo.Ella está enamorada de Willem debido a que la ayudó cuando se conocieron abriendo sus sentimientos hacia él por lo que se podría considerar la prometida de Willem ya que los dos juraron estar juntos por siempre
Ella heredó el Weapon Dealer, que una vez perteneció a Lillia, una valiente del pasado de Willem
Nephren Ruq Insania (ネフレン・ルク・インサニア Nefuren Ruku Insania)
Ella es una hada guerrera la cual rara vez muestra sus verdaderas emociones o sentimientos.Se preocupaba por Willem y lo ayudaba mucho, pero a menudo se apega a él por algún motivo desconocido. Ella ama las flores.
Ithea Myse Valgulious (アイセア・マイゼ・ヴァルガリス Aisea Maize Varugarisu)
Ithea es un hada guerrera que tiene el pelo peinado como orejas de gato. Ella tiene una personalidad despreocupada, y a menudo bromea que a Willem solo le gustan las chicas de su edad; pero ella esconde su verdadera identidad.
Rhantolk Ytri Historia (ラーントルク・イツリ・ヒストリア Rāntoruku Itsuri Hisutoria)
Un hada guerrera blandiendo la historia de armas Dug. Le encanta leer poemas y habla en un tono poético.
Nopht Keh Ignareo (ノフト・ケー・デスペラティオ Nofuto Dē Desuperatio)
Un hada guerrera empuñando el arma Dug desesperada. Ella ama la carne y muestra brutalidad cuando mata a una Bestia.
Tiat (ティアット Tiatto)
Un joven Leprechaun listo para la batalla, pero nunca emparejado con un arma Dug. Ella es fanática de las películas románticas.
Pannibal (パニバル Panibaru)
Un hada, siempre listo para pelear. Atacó a Willem mientras se dirigía al almacén para presentarse al servicio con una espada de madera.
Lakhesh (ラキシュ Rakishu)
Un niño Leprechaun torpe y tímido que a menudo se ve con Tiat, Collon y Pannibal.
Collon (コロン Koron)
Un Leprechaun enérgico que siempre habla con exclamaciones.
Almita (アルミタ Arumita)
Un Leprechaun que cayó en un barranco pero permaneció indiferente a sus heridas, lo que hizo que Willem cuestionara su verdadera misión en el Almacén y la Instalación.
Nygglatho (ナイグラート Naigurāto)
Un Troll, ella desea la carne de Willem, pero la reprime. Como Wilem representa a los militares, ella representa al Gremio para asegurar el Mecanismo. Ella conoce bien a Wilem porque fue la expedición que condujo lo que lo encontró petrificado o congelado.Ella muestra sus sentimientos a Willem
Grick Graycrack (グリック・グレイクラック Gurikku Gureikurakku)
Un duende que trabaja como salvador de artefactos en The Surface (la tierra debajo de las islas del cielo donde están las Bestias), un trabajo arriesgado. Él quiere que Willem se una al ejército. Estaba con Rhan y Nopht en la superficie en una misión de recuperación de artefactos.
Limeskin (ライムスキン Raimusukin)
Un oficial humanoide. Wilem se refiere a él como "El Lagarto".El esta al mando de las operaciones llevadas a cabo para acabar con los diversos ataques dirigidos por las bestias
Seiyū: Jūrōta Kosugi
Almaria Duffner (アルマリア・デュフナー Arumaria Dyufunā)
La última mención de Willem antes de que se convirtiera en petrificado, probablemente sea uno de los niños a los que cuidaba.
Phyracorlybia Dorio (フィラコルリビア・ドリオ Firakoruribia Dorio)
Ella es la hija de la alcaldesa de la ciudad de la isla celestial llamada Corna di Luce, quien le pide a Limeskin, quien, a su vez, le pregunta a Wilem, que ayude contra un grupo de activistas, pero debido a sus conexiones con los militares, no pueden intervenir en asuntos políticos. asuntos, y ya que Wilem está "ocupado con el cuidado de niños".
Lillia Asplay (リーリァ・アスプレイ Rīria Asupurei)
Un valiente de alto rango del pasado de Willem que una vez ejerció de Seniorious.Al parecer ella y Willem estaban relacionados ya que ella mencionó que mató a un dios por el ser que amaba (Willem).
Souwong Kandel ( スウォン・カンデル Suwon Kanderu )
Expresado por: Mugihito [4] (japonés); Charlie Campbell (más viejo), Ryan Reynolds (más joven) [5] (inglés)
El antiguo compañero de Willem hace 500 años con quien luchó a su lado para defender a la humanidad. Murió después de un ataque suicida , permitiendo a Willem desactivar a un dios llamado Eboncandle. Antes de su muerte se maldijo a sí mismo, alterando su fuerza de vida en el proceso, despojándolo de su humanidad pero regalándole la inmortalidad. En este nuevo estado, no morirá de lesiones ni de edad. Tiene una profunda fascinación por las capas blancas, nombrandolo Gran Sabio por Eboncandle y Willem. Souwong, trabajó junto con la poderosa bestia Eboncandle, creó el archipiélago del cielo de islas flotantes hace más de 500 años para proteger a los sobrevivientes restantes de las bestias que acechan en la superficie.

## Medios de comunicación

### Novela ligera
Las novelas ligeras son escritas por Akira Kareno e ilustradas por Ue. El primer volumen de la serie fue publicado por la imprenta Sneaker Bunko de Kadodñawa Shoten en noviembre de 2014, con la serie terminando en el quinto volumen en abril de 2016. Una secuela titulada Shūmatsu Nani Shitemasu ka? Mō Ichido dake, Aemasu ka? (終末なにしてますか？　もう一度だけ、会えますか？), también conocido como SukaMoka, comenzó a publicarse en abril de 2016.

#### Lista de volúmenes

##### Shūmatsu Nani Shitemasu ka? Isogashii Desu ka? Sukutte Moratte Ii Desu ka?
| Núm. | Fecha de publicación   | ISBN                   |
| ---- | ---------------------- | ---------------------- |
| 1    | 1 de noviembre de 2014 | ISBN 978-4-04-102269-6 |
| 2    | 1 de enero de 2015     | ISBN 978-4-04-102270-2 |
| 3    | 1 de julio de 2015     | ISBN 978-4-04-103288-6 |
| 4    | 1 de enero de 2016     | ISBN 978-4-04-103835-2 |
| 5    | 1 de abril de 2016     | ISBN 978-4-04-104039-3 |
| EX   | 1 de febrero de 2017   | ISBN 978-4-04-105179-5 |
| 7    | 1 de junio de 2019     | ISBN 978-4-04-108256-0 |
| 8    | 1 de junio de 2020     | ISBN 978-4-04-109171-5 |

##### Shūmatsu Nani Shitemasu ka? Mō Ichido dake, Aemasu ka?
| Núm. | Fecha de publicación   | ISBN                   |
| ---- | ---------------------- | ---------------------- |
| 1    | 1 de abril de 2016     | ISBN 978-4-04-104040-9 |
| 2    | 1 de julio de 2016     | ISBN 978-4-04-104655-5 |
| 3    | 1 de diciembre de 2016 | ISBN 978-4-04-104656-2 |
| 4    | 1 de abril de 2017     | ISBN 978-4-04-104657-9 |
| 5    | 1 de octubre de 2017   | ISBN 978-4-04-104658-6 |
| 6    | 1 de junio de 2018     | ISBN 978-4-04-106867-0 |
| 7    | 1 de diciembre de 2018 | ISBN 978-4-04-107549-4 |
| 8    | 1 de noviembre de 2019 | ISBN 978-4-04-107550-0 |
| 9    | 1 de noviembre de 2020 | ISBN 978-4-04-109163-0 |
| 10   | 1 de julio de 2021     | ISBN 978-4-04-111410-0 |
| 11   | 30 de julio de 2021    | ISBN 978-4-04-111609-8 |

### Anime
Una adaptación a anime de SukaSuka fue anunciada en el segundo volumen de SukaMoka. La serie se emitió desde el 11 de abril hasta el 27 de junio de 2017. La serie es dirigida por Jun'ichi Wada de los estudios Satelight y C2C, con los libretos escritos por Akira Kareno, Mariko Mochizuki, Shingo Nagai y Toshizō Nemoto, y música compuesta por Tatsuya Kato. El opening es "DEAREST DROP" interpretado por Azusa Tadokoro (Chtholly Nota Seniorious), mientras el ending es "From" (フロム, Furomu) interpretado por TRUE. La serie tiene 12 episodios.

#### Lista de episodios
| Núm. | Título | Fecha de emisión    |
| ---- | --- | ------------------- |
| 1    | "En este mundo soleado -broken chronograph-" "Taiyō no Katamuita Kono Sekai de -broken chronograph-" (太陽の傾いたこの世界で -broken chronograph-)                                                   | 11 de abril de 2017 |
| 2    | "En el bosque sobre el cielo -late autumn night's dream-" "Sora no Ue no Mori no Naka no -late autumn night's dream-" (空の上の森の中の -late autumn night's dream-)                                 | 18 de abril de 2017 |
| 3    | "Cuando la batalla ha terminado -starry road to tomorrow-" "Kono Tatakai ga Owattara -starry road to tomorrow-" (この戦いが終わったら -starry road to tomorrow-)                                     | 25 de abril de 2017 |
| 4    | "Aquellos que no regresaron, aquellos que continúan esperando -dice in pot-" "Kaeranu Mono to, Matte Tsudzuketa-sha-tachi -dice in pot-" (帰らぬ者と、待って続けた者たち -dice in pot-)              | 2 de mayo de 2017   |
| 5    | "Todo el mundo, unido bajo el nombre de la justicia -from dawn till dusk-" "Dare Demo Kare mo ga, Seigi no na no Mono ni -from dawn till dusk-" (誰も彼もが、正義の名のもとに -from dawn till dusk-) | 9 de mayo de 2017   |
| 6    | "El pasado que no desaparece, el futuro que desaparece -no news was good news-" "Kienai Kako, Kieteiku Mirai -no news was good news-" (消えない過去、消えていく未来 -no news was good news-)         | 16 de mayo de 2017  |
| 7    | "Estoy en casa -home, sweet home-" "Tadaimakaerimashita -home, sweet home-" (ただいま帰りました -home, sweet home-)                                                                                  | 23 de mayo de 2017  |
| 8    | "Incluso si el sol se oculta -slight light, slight hope-" "Izure Sono yō wa Ochiru to Shite mo -slight light, slight hope-" (いずれその陽は落ちるとしても -slight light, slight hope-)               | 30 de mayo de 2017  |
| 9    | "Incluso si el futuro no puede ser visto -moonlit sorcery-" "Tatoe Mirai ga Mienakute mo -moonlit sorcery-" (たとえ未来が見えなくても -moonlit sorcery-)                                             | 6 de junio de 2017  |
| 10   | "Brilla esta vez -my happiness-" "Ima Kono Toki no Kagayaki o -my happiness-" (いまこの時の輝きを -my happiness-)                                                                                    | 13 de junio de 2017 |
| 11   | "Por favor, no lo olvides -evidence of existance-" "Dō ka, Wasurenaide -evidence of existence-" (どうか、忘れないで -evidence of existance-)                                                         | 20 de junio de 2017 |
| 12   | "La chica más feliz del mundo -CHTHOLLY-" "Sekai de Ichiban Shiawasena On'nanoko -CHTHOLLY-" (世界で一番幸せな女の子 -CHTHOLLY-)                                                                     | 27 de junio de 2017 |